# 本郷 (長生村)
本郷（ほんごう、英語: Hongo）は、千葉県長生郡長生村の大字。郵便番号は299-4345。住民基本台帳によると、2021年（令和3年）4月1日時点の域内の世帯数は1,032戸で人口は2,545人である。

## 地理
北は中ノ郷や白子町中里と、東は小泉と、南は宮成と、西は茂原市六ツ野と接し、数多の飛び地を擁し、大字曽根を内部に擁する。低湿地から排水のため建設された両総用水内谷川高根支線・八積支線が北と南を東流、これをうけて本線が域内を北流する。
また、域内は平地が多く、水田を主とする農村集落が発展している。

## 歴史
古くは高根村の中心であった。

## 交通

### 鉄道
域内に鉄道駅はないが、最寄駅は八積駅（JR外房線）が挙げられる。

### バス
- 小湊鉄道
  - 茂原駅東口-白子車庫[4]

### 道路
- 千葉県道84号茂原長生線
- 千葉県道123号一宮片貝線
- 中ノ郷信友線
- 長生いきいきロード

## 学区
域内の児童は長生村立高根小学校、長生村立長生中学校に進学する。

## 施設
- 長生村役場[6]
- 長生村立高根小学校[7]
- 尼ヶ台総合公園：10.5haの敷地を誇る[8]。
- JA長生高根支所[9]
- 高根保育所
- 住吉神社：九十九里浜に漂着した神仏を祀る[10]。
- 福聚山本養寺
- 実相山関根寺
- 高郷山法輪寺
- 円聚山万福寺

## 文化財
本郷内の文化財は以下の通りである。
| 名称                         | 指定   | 区分           | 指定年月日    |
| ---------------------------- | ------ | -------------- | ------------- |
| 半鐘                         | 村指定 | 有形文化財     | 1984年3月26日 |
| 高根本郷他ニか村の初村会の絵 | 村指定 | 有形文化財     | 1984年9月11日 |
| 筒粥占い                     | 村指定 | 無形民俗文化財 | 1984年9月11日 |